# Ferdinand Roš
Ferdinand (Ferdo) Roš, slovenski politik, * 6. avgust 1847, Hrastnik, Avstrijsko cesarstvo, † 22. junij 1923
Bil je trboveljski župan. Njegov oče je bil trboveljski oberrihtar Miha Roš.

## Življenje
Ferdinand Roš se je rodil leta 1847 v Hrastniku, kot drugi sin Miha in Jere Roš.
Izobraževanje je začel na trboveljski šoli, kasneje pa ga je oče poslal v Gradec, kjer se je izobraževal za živinozdravnika in kovača. Ob vrnitvi iz Gradca se je začasno zaposlil v rudniku na Breznem.

### Delo
Prva prava zaposlitev je bila v Dernovškovi gostilni ob železniški postaji, ki jo je vzel v najem. Med letoma 1885 in 1890 je prevzel vodenje očetove kmetije in gostilne, kjer se je izkazal kot dober gospodar. 
Na njegovo pobudo se je leta 1887 ustanovilo Gasilsko društvo Trbovlje-Hrastnik. Ob delitvi društva na hrastniško in trboveljsko leta 1891 je postal predsednik Hrastniškega gasilskega društva. 
Bil je znan rodoljub. Roševa družina je imela od leta 1884 v lasti kamnolom apnenca. Po tem, ko se je zaradi slovenskega poveljevanja gasilcem, ki ga je uvedel, sprl z nemško gospodo, so se naročila za apnenec ustavila.

### Županovanje (1892–1907)
Leta 1892 je bil izvoljen za župana Krajevne občine Trbovlje. Ponovno je bil izvoljen še v letih 1896, 1899, 1902 in 1904. Uvedel je dvojezično uradovanje občine, ki je prej potekalo zgolj v nemščini.
Leta 1893 je ustanovil dolsko posojilnico, dve leti kasneje pa še trboveljsko.
Leta 1904 je bil izvoljen v deželni zbor. Leta 1906 je postal član Slovenske narodno-napredne stranke. Na deželnozborskih volitvah leta 1907 je izgubil proti Ivanu Benkoviču. To je verjetno tudi vzrok za Rošev odstop z mesta župana, ne pa tudi odbornika, za katerega je bil še v nadaljnih letih večkrat izvoljen.
Umrl je 22. junija 1923.